# Kóstas Voutsás
Kóstas Voutsás (grec moderne : Κώστας Βουτσάς) né le 31 décembre 1931 à Výronas et mort le 26 février 2020 à Athènes, est un acteur de théâtre et de cinéma grec. Il est considéré comme l'un des acteurs les plus populaires du cinéma grec.

## Biographie
Kóstas Voutsás étudia le théâtre au conservatoire de Thessalonique. Il commença sa carrière théâtrale en 1953 et tourna son premier film en 1961. Il fut d'abord cantonné aux rôles de faux naïfs au grand cœur, usant de son apparente innocuité pour faire triompher les faibles.

## Filmographie sélective
- 1961 : Aliki dans la marine
- 1962 : Certains l'aiment froid
- 1964 : La Flambeuse
- 1964 : Ça brûle
- 1965 : Des Filles à croquer
- 1967 : Les Perles grecques
- 2009 : Nisos
- 2011 : Nisos 2
- 2012 : Larisa empisteftiko